# The Relapse Symphony
The Relapse Symphony ist eine 2012 gegründete Alternative-Rock-/Post-Hardcore-Band aus Washington, D.C., Vereinigte Staaten.

## Geschichte
Die Band wurde 2012 in Washington, D.C. gegründet und besteht aus dem Sänger Bret Von Dehl, den beiden Gitarristen JC Charles und Ray Miller, sowie aus dem Bassisten Brandon Kyle und dem Schlagzeuger Alex Foxx. Im gleichen Jahr erschien mit Time’s Running Out eine EP in Eigenproduktion.
Am 30. Juli 2012 unterschrieb die Gruppe einen Plattenvertrag bei StandBy Records und veröffentlichte Mitte 2014 ihr Debütalbum Shadows über die Plattenfirma. Das Album wurde Ende des gleichen Jahres als Unplugged-Version neu aufgelegt und als Shadows: Acoustic Sessions veröffentlicht.
Zwischen September und Oktober 2013 tourte die Band zusammen mit Blood on the Dance Floor durch Nordamerika. Im Juni und Juli 2014 tourte die Gruppe mit The Dead Rabbitts durch die Vereinigten Staaten und Kanada. Im August spielte die Band mehrere Konzerte als Vorband für Eyes Set to Kill in den Staaten. Für 2015 wurde die Band für einige Konzerte der Warped Tour gebucht.
Am 27. Mai 2015 veröffentlichte die Gruppe mit A Perfect Lie die erste Single aus dem zweiten Studioalbum. Dieses heißt Born to Burn und wird am 23. Juni 2015 über StandBy Records veröffentlicht werden. Vom 5. bis 20. Mai 2016 tourt die Gruppe im Vorprogramm von Wednesday 13 entlang der Westküste der Vereinigten Staaten.

## Stil
Laut dem US-amerikanischen Revolver Magazin spielt die Gruppe einen vom Glam Rock inspirierten Metalcore, welcher vergleichbar mit Black Veil Brides und Asking Alexandria ist, wobei der Kritiker die Meinung vertritt, dass The Relapse Symphony ein besseres Album als Black Veil Brides und Asking Alexandria veröffentlicht habe. Vergleichbar ist der Sound von The Relapse Symphony mit Panic! at the Disco, My Chemical Romance, Three Days Grace aber auch mit AFI, I Am Ghost und Aiden.

## Diskografie
- 2012: Time’s Running Out (EP, Eigenproduktion)
- 2014: Shadows (Album, StandBy Records)
- 2014: Shadows: Acoustic Sessions (Album, StandBy Records)
- 2015: Born to Burn (Album, StandBy Records)